# Muminpappans memoarer
Muminpappans memoarer är den fjärde boken av Tove Jansson i serien om Mumintrollen, först utgiven 1968. Det är en omarbetad version av den 1950 utkomna Muminpappans Bravader skrivna av Honom Själv.
I de första böckerna om Muminfamiljen nämner Muminpappan då och då att han ska dra sig tillbaka och skriva ner sina minnen från sin stormiga ungdom. Muminpappans memoarer är dels hans berättelse, dels en beskrivning av hans vedermödor under skrivandet. I memoarerna framgår det bland annat vilka föräldrarna till Sniff och Snusmumriken var, samt födelsen av Lilla My.

## Handling
En dag råkar Muminpappan ut för en kraftig förkylning som får honom att fundera. Han tänker att om han skulle ha dött av förkylningen skulle ingen ha vetat något om hans stormiga ungdom. Han sätter sig ned och påbörjar projekt.
Memoarerna inleds med att Muminpappan upphittas i en korg utanför ett barnhem som förestås av en kvinnlig hemul. Uppväxten på barnhemmet upplevde inte Muminpappan som trevlig eftersom han och hemulen inte kunde förstå varandra; Muminpappan hade många frågor och funderingar om livet som hemulen aldrig besvarade. Hemulen var sträng och ville att barnen skulle göra som hon sa utan att ifrågasätta något. Efter att Muminpappan en vinterdag gått ner till havet för att se på sig själv i isen som brister, bestämmer han sig för att han måste få upptäcka världen på egen hand och lämnar därför barnhemmet tillsammans med ett avskedsbrev.
Han springer genom en kuslig skog som verkar ännu mer skrämmande eftersom det är natt. Småningom kommer han ut vid en å där en figur sitter med ett vattenhjul. Figuren presenterar sig som Fredrikson och förklarar att det inte är något vattenhjul utan en uppfinning som ska appliceras på hans skepp. Fredrikson presenterar Muminpappan för sina två vänner; Rådd-djuret (blivande far till Sniff) och Joxaren (blivande far till Snusmumriken). Tillsammans bygger de klart skeppet som får namnet "Havsorkestern" (Rådd-djuret felstavade namnet och skrev istället "Haffsårkestern"). De ger sig sedan ut på en resa i skeppet. Vägen ut till havet är blockerad av det gigantiska havsdjuret Edward som dock flyttar på sig när Fredrikson lurar honom att bada i floden, och därmed skapar en flodvåg som tar Havsorkestern till vattnet.
Ute på vattnet hör de en kvinnoröst ropa på hjälp inifrån land. En skuggig figur blir jagad av det kyliga monstret Mårran och Muminpappan simmar iland för att rädda henne, trots Fredriksons varning om att man kan frysa till is vid kontakt med Mårran. Han lyckas dock rädda figuren, som visar sig vara hemulens moster. Mostern visar sig likna sin släkting; hon beordrar den lilla besättningen att städa och hålla rent. Dock blir hon inte kvar på skeppet länge då en stor grupp klippdassar överfaller henne och drar ner henne i vattnet. En av klippdassarna följer även med vännerna på resan.
Småningom kommer de iland långt borta där de får möta Mymlans familj. Mymlans dotter blir vän med dem och de går tillsammans för att fira kungens 100-årsdag där alla vinner priser. Därefter bygger de nya hem på en ö som dock hemsöks av ett spöke. De lyckas göra en överenskommelse med spöket och blir därefter vänner. Under tiden har Fredrikson åt kungen designat ett skepp, som under sin jungfruresa blir attackerat av ett jättelikt havsmonster - men alla räddas när dronten Edward av misstag stampar ihjäl monstret.
Rådd-djuret gifter sig med Sås-djuret och Muminpappan räddar ett annat mumintroll från att drunkna. Hon visar sig vara Muminmamman. Slutet knyts avslutningsvis ihop kronologiskt med den första Muminboken, Småtrollen och den stora översvämningen.

## Om boken
Bortsett från den fartfyllda och äventyrliga uppväxten kan Muminpappans ungdom på många vis jämföras med Mumintrollets nuvarande liv. Muminpappans vänner Rådd-djuret och Joxaren kan ses som föregångare till Sniff och Snusmumriken, och Mymlans dotter var för Muminpappan vad Lilla My är för Mumintrollet. Både Mumintrollet och hans far räddade även sina flickvänner vid första mötet. Dock har inte Fredrikson någon riktig motsvarighet för Mumintrollet (Mumintrollet bästa vän är ju Snusmumriken), men han var uppfinnare precis som Snorken.

## Figurer som presenteras i boken
- Mymlan (Mymlans dotter)
- Lilla My
- dronten Edward
- Fredrikson
- Joxaren
- Rådd-djuret
- Sås-djuret
- Kungen/Självhärskaren
- Hemulens moster (föreståndare för barnhemmet)

## Filmatiseringar
| TV-serie                             | Avsnitt baserade på boken |
| Mumintrollen (Polen, dockserie)      | 28: "Muminpappans vän" 29: "Haffsårkestern" 30: "Natten i bukten" 31: "Stormen" 32: "Kungens födelsedag" 33: "Spöket" 34: "Havshunden" 35: "Sniffs mor" 36: "Muminflicka i sjönöd" |
| I Mumindalen (Japan, animerad serie) | 62: "Muminpappans olyckliga barndom" 63: "Muminpappans stormiga ungdom" 64: "Muminpappan grundar en koloni"                                                                        |

- En ung Mumins äventyr (2022)